# 德瓦达纳帕蒂
德瓦达纳帕蒂（Devadanapatti），是印度泰米尔纳德邦Theni县的一个城镇。总人口13772（2001年）。

## 人口
该地2001年总人口13772人，其中男性6869人，女性6903人；0—6岁人口1644人，其中男879人，女765人；识字率60.46%，其中男性为68.58%，女性为52.37%。